# Los Ardillos
Los Ardillos est une organisation criminelle mexicaine active dans l'État de Guerrero.

## Histoire
Los Ardillos est une organisation fondée par Celso Ortega Rosas, dit « La Ardilla » (en français : l'Écureuil), et au moins trois de ses sept enfants. L'organisation commence à être active dans les années 2000, dans la région de La Montaña de Guerrero. Celso Ortega Rosas est un ex-policier qui se consacre à la culture du pavot à Quechultenango. Il est aussi le père de Bernardo Ortega Jiménez, député du Parti de la révolution démocratique et maire de Quechultenango. Los Ardillos pratique alors notamment le trafic d'héroïne,,,.
Le 24 décembre 2008, les forces de sécurité arrêtent Celso Ortega Rosas et un autre homme, Ubaldo Nava Sandoval, un ancien policier, à Tlanicuilulco, Guerrero. Ils sont accusés de l'enlèvement et du meurtre de deux agents du SIEDO (Bureau du procureur adjoint chargé des enquêtes sur la criminalité organisée, c'est la division de lutte contre le crime organisé du Mexique), qui menaient des opérations d'infiltration dans le trafic de drogue, et dont les corps ont été retrouvés exécutés et brûlés en 2007,.
Celso Ortega Rosas est tué le 26 janvier 2011, à Tlanicuilulco, par un groupe d'hommes armés. D'après des rapports officiels, il s'agit d'un assassinat orchestré par Los Rojos, un groupe criminel qui s'est dissocié du Cartel Beltrán Leyva,.
Le 9 mai 2015, 300 membres de Los Ardillos arrivent à Chilapa de Álvarez (ville qui est utilisée pour déplacer le pavot qui est planté dans les montagnes). Chilapa est contrôlée par Los Rojos, il s'ensuit alors cinq jours de confrontation entre ces derniers et Los Ardillos, caractérisés par la non intervention de l'armée et de la police. D'après les témoins, environ 30 personnes sont enlevées,.
Le 27 janvier 2019, environ 150 membres présumés de Los Ardillos attaquent la communauté de Rincón de Chautla à Chilapa de Álvarez, Guerrero.
Le 17 janvier 2020, 10 musiciens indigènes circulant à pick-up dans l'est de Guerrero sont interceptés et tués à coups de couteaux par des sicarios. Leurs corps sont ensuite brûlés. Le 23 janvier, Jorge de los Santos Barrila, chef du parquet de Guerrero, attribue à Los Ardillos ce massacre.
Le 31 janvier 2022, l'organisation Consejo Indígena y Popular de Guerrero-Emiliano Zapata (CIPOG-EZ) affirme que Los Ardillos a mené des attaques contre des communautés de Chilapa de Álvarez, Guerrero. Le 31 mars, dans la même municipalité, alors que le conflit entre les polices communautaires et Los Ardillos est toujours en cours, six têtes humaines sont retrouvées sur le toit d'une voiture. Le 7 mai, deux membres du CIPOG-EZ sont retrouvés morts à Chilapa de Álvarez. Le Bureau du procureur général de l'État de Guerrero annonce dans un communiqué que les morts sont dues à un accident de voiture, mais l'organisation met la responsabilité des événements sur le compte de Los Ardillos. Le 22 mai, la responsabilité du groupe est mise en cause après une attaque à Tula, dans la municipalité de Chilapa de Álvarez,,,,.
Les autorités signalent aussi, en 2022, que le groupe criminel est actif dans le sud du Morelos.

## Activités
Los Ardillos pratiquait originellement la culture du pavot dans les montagnes de Guerrero et obligeait des habitants de la région à y travailler. Quand la demande en héroïne a diminué, le groupe a varié ses activités, en particulier avec l'extorsion et les enlèvements. Le groupe pratique aussi l'exploitation minière illégale,.